# Олещук, Фёдор Несторович
Фёдор Несторович Олещук (1898—1975) — советский журналист и писатель, антирелигиозный автор, лектор-пропагандист.

## Биография
Сын священника. В 1917 году 19-летним юношей пришел на работу в Замоскворецкий районный Совет рабочих депутатов. Член РКП(б) с 1921 года. 1 апреля 1926 года был назначен заведующим издательством «Безбожник» (газета и журнал). Был пропагандистом, агитатором, работником Агитпропа Московского комитета партии. 17 лет его трудовой деятельности связаны с Союзом воинствующих безбожников. Был ответственным секретарем, затем заместителем председателя его Центрального совета и одновременно заместителем главного редактора журнала «Антирелигиозник». С 1942 по 1947 год был на партийной работе.
После смерти Емельяна Ярославского в 1943 году стал исполняющим обязанности председателя Союза воинствующих безбожников и занимал этот пост до роспуска Союза в 1947 году. С 1947 года — в правлении Всесоюзного общества «Знание». Олещук — один из организаторов журнала «Наука и религия», в 1959—1962 годах был членом редколлегии и заместителем главного редактора. Написал множество брошюр и статей по вопросам атеизма и международной жизни. Уже на пенсии не порывал связи с редакцией и пропагандистской деятельностью.
Олещук написал статью «Союз воинствующих безбожников» в первом издании Большой Советской Энциклопедии и статью Антирелигиозная пропаганда во втором издании Энциклопедии. Помимо русского языка, его книги издавались на греческом, немецком, венгерском, болгарском, испанском, французском и английском языках.

## Опубликованные работы
- Что такое Союз безбожников. — Москва : акц. изд. о-ва «Безбожник», [19--] (тип. изд. «Крестьянская газета»). — 32 с.; 15х11 см. — (Материалы для массовой работы в избах-читальнях, клубах и красных уголках/ Союз безбожников СССР и Главполитпросвет).
- Чтения о Рождестве : [Сборник статей] / Под ред. Политпросвета ЦК РЛКСМ. — Москва ; Ленинград : Молодая гвардия, 1925. — 34 с. : ил.; 16 см. — (Библиотека деревенской молодежи).
- Кулак и поп враги батрачества / Ф. Олещук ; Обложка: А. ; Центр. ком-т Профсоюза сельхозлесрабочих СССР. — Ленинград ; Москва : Гос. изд-во, 1928 (М. : 3-я тип. Транспечати). — 38, [2] с.; 17х13 см.
- Школа и воспитание активных атеистов / Ф. Олещук ; Под ред. В. Н. Ральцевича. — Ленинград ; Москва : Московский рабочий, [1928] («Мосполиграф» 14-я тип.). — 125 с., [3] с. объявл.; 17х13 см.
- В поход на бога / Ф. Олещук. — Ленинград ; Москва : Гос. изд-во, 1929 (М. : 6 типо-лит. Транспечати). — 53, [1] с.; 17х12 см.
- Как работать деревенской ячейке СВБ / Ф. Олещук. — Москва : Безбожник, 1929 («Мосполиграф», 14-я тип). — 123, [3] с., [2] с. объявл. : ил., диагр.; 15х11 см. — (Популярная антирелигиозная библиотека/ Под общ. ред. А. Лукачевского и Вл. Сарабьянова. Центр. совет Союза воинствующих безбожников).
- Кто строит церкви в СССР / Ф. Олещук. — Ленинград ; Москва : Московский рабочий, [1929] («Мосполиграф» 14-я тип.). — 96 с. : ил.; 17х12 см. — (Библиотечка воинствующего атеиста/ Под ред. В. Н. Ральцевича).
- Кто такие сектанты / Ф. Олещук. — Ленинград ; Москва : Гос. изд-во, 1929 (М. : тип. «Красный пролетарий»). — 46 с., [2] с. объявл.; 16х12 см. — (Библиотека «Простые беседы»).
- Что решил Второй Всесоюзный съезд воинствующих безбожников / Ф. Олещук ; Центр. совет Союза воинствующих безбожников СССР. — Москва : Безбожник, 1929 ([тип. «Гудок»]). — 64 с.; 16х11 см.
- Школа и воспитание активных атеистов / Ф. Олещук. — 2-е изд., доп. — Ленинград ; Москва : Московский рабочий, [1929] (14 тип. Мосполиграф). — 128 с.; 17х13 см. — (Библиотечка воинствующего атеиста/ Под ред. В. Н. Ральцевича). — РГБ
- В поход на бога / Ф. Олещук. — 2-е изд., испр. и доп. — Ленинград ; Москва : Гос. изд-во, 1930. — 60, [3] с.; 16 см.
- Как бороться с религией / Ф. Н. Олещук. — [Москва] : Безбожник, 1930 (тип. изд-ва. «Дер эмес»). — 62, [2] с.; 17х12 см. — (Цикл лекций/ Воскресный антирелигиозный ун-т. Общ. ред. В. Л. Сарабьянова. Центр. сов. Союза воинствующих безбожников СССР).
- Как работать деревенской ячейке СВБ / Ф. Олещук ; Обложка: П. К. ; Центр. совет Союза воинствующих безбожников. — 2-е изд., испр. и доп. — Москва : Безбожник, 1930 (тип. «Гудок»). — 113 с., из них 1 с. на обл. : ил., диагр.; 18х13 см.
- Кулак и поп враги батрачества / Ф. Олещук ; ЦК Проф. союза сельхозлесрабочих СССР. — 2-е изд., доп. и перераб. — Ленинград ; Москва : Гос. изд-во, 1930 (М. : тип. «Красный пролетарий»). — 45, [2] с.; 19х14 см.
- Непрерывка и религия / Ф. Олещук. — Москва : Госиздат РСФСР Московский рабочий, 1930 (Центр. полигр. школа ФЗУ им. т. Борщевского). — 63 с.; 18х13 см. — (Непрерывное производство/ Под ред. Л. М. Сабсовича и Ю. А. Шауэра).
- Пасха и крестовый поход / Ф. Олещук. — Ленинград ; Москва : Гос. изд-во, 1930 (М. : тип. «Рабочий коммунар»). — 46 с.; 17х11 см. — (Библиотека безбожника).
- Пятилетие Союза воинствующих безбожников / Ф. Олещук ; Центр. совет Союза воинствующих безбожников СССР. — Москва : Безбожник, 1930 (Л. : гос. тип. им. Евг. Соколовой). — 24 с.; 21х15 см.
- Социалистическое соревнование и задачи безбожников : (Стенограмма доклада на активе Моск. орг-ции и СВБ) / Ф. Олещук ; Центр. сов. Союза воинствующих безбожников СССР. — Москва : Безбожник, 1930 (тип. изд-ва «Дер эмес»). — 56, [6] с., [2] с. объявл.; 15х11 см.
- Что такое Союз воинствующих безбожников / Ф. Олещук. — 2-е изд. — Москва : Безбожник, 1930 (тип. «Гудок»). — 32 с.; 14х11 см.
- Антипасхальный сборник для деревни / Под ред. Ф. Олещука ; Центр. совет Союза воинствующих безбожников СССР. — Москва ; Ленинград : Моск. рабочий, 1931. — 80 с.; 22 см.
- Антипасхальный сборник для деревни / Под ред. Ф. Олещука ; Центр. совет Союза воинств. безбожников СССР. — 2-е изд., стер. — Москва ; Ленинград : Моск. рабочий, 1931. — 80 с.; 22 см.
- Безбожник лицом к производству / Ф. Олещук. — Москва : Безбожник, 1931 (тип. «Гудок»). — 29, [2] с.; 15х10 см. — (Библиотека безбожника-активиста/ Под ред. Ф. Н. Олещука. Центр. совет Союза воинств. безбожников СССР; № 1).
- Безбожники, лицом к третьему решающему : Доклад об итогах III пленума ЦС СВБ на Нижег. краев. съезде СВБ / Ф. Олещук ; Центр. совет Союза воинств. безбожников СССР. — Москва ; Ленинград : Огиз — Моск. рабочий, 1931 (М. : 13-я тип. Огиза). — 30, [2] с.; 17х12 см.
- Безбожники на лесах новостроек / Ф. Олещук ; Центр. совет Союза воинств. безбожников СССР. — Москва ; Ленинград : Огиз — Моск. рабочий, 1931 (М. : тип. «Гудок»). — 32 с.; 14х11 см.
- Борьба с религией — борьба за социализм / Ф. Олещук. — Москва : изд. и тип. изд-ва ВЦСПС, 1931. — 62, [2] с.; 18х13 см.
- Буржуазно-кулацкая пасха / Ф. Олещук. — Москва ; Ленинград : Огиз — Моск. рабочий, 1931 (М. : 13-я тип. Огиза). — 43 с., 3 с. объявл.; 17х11 см.
- Об уклонах на антирелигиозном фронте / Ф. Олещук. — Москва ; Ленинград : Огиз — Моск. рабочий, 1931 (М. : 13-я тип. Огиза). — 40 с.; 15х10 см. — (Библиотека городского безбожника-активиста/ Под ред. Ф. Н. Олещука. Центр. совет Союза воинств. безбожников СССР; 5).
- Правда про церковь и религию / Ф. Олещук. — Москва ; Ленинград : Гос. изд-во, 1931 (М. : тип. «Красный пролетарий»). — 109, [2] с.; 18х14 см. — РГБ
- Религия и классовая борьба / Ф. Олещук. — Москва ; Ленинград : Гос. изд-во, 1931 [на обл.: 1930] (М. : тип. изд-ва «Дер эмес»). — 77, [2] с.; 17х11 см. — (Что должен знать рабочий, вступающий в ВКП(б)).
- Gottlose mit dem gesicht zur produktion : Aus dem russischen / F. Oleschtschuk. — Pokrowsk : Deutscher staatsverlag, 1931 (druck. des ZVWR der ASRR d. Wolgadeutschen). — 23 с.; 19х14 см. — (Bibliothek des gottlosen).
- Ο κυλακον κι ο ποπας ινε εχθρι τυ πατρακ : Перевод: Георгиади Иракли / Φ. Ολεςςυκ. — Ростов-Дон : Издание греческого издательства «Коммунистис», 1931. — 47 с.; 17 см.
- Wie kampft man gegen die religion? : Leitfaden fur die praktische antireligiose arbeit in stadt und dorf in den verhaitnissen des verstarkten sozialistischen vormarschen mit einem fronten / F. N. Oleschtschuk ; Uebersetzung aus dem russischen mit einem vorwort von Rudolf Ondratschek. — Pokrowsk : Zentral-volker-verlag des Bundes der SRR : Abteilung fur den Unteren Wolgagau, 1931 (druck. des ZVWR der ASRR d. Wolgadeutschen). — 52 с.; 20х14 см.
- Учебник для ячейковых организаторов СВБ : (Для города) / Под ред. Ф. Олещука ; Центр. совет Союза воинств. безбожников СССР ; [В составлении учебника принимали участие… Агиенко, Головкин, Гольцева]. — Москва ; Ленинград : Огиз — Моск. рабочий, 1931 (М. : тип. изд-ва «Дер эмес»). — 182 с., 2 с. объявл.; 23х15 см.
- Кулацкое рождество / Ф. Олещук ; Центр. совет Союза воинств. безбожников СССР. — [Москва] : Огиз — Моск. рабочий, 1931 (тип. изд-ва «Дер эмес»). — 32 с.; 17х13 см.
- Антирелигиозная кампания в деревне / М. Попов. — Москва ; Ленинград : Огиз — Моск. рабочий, 1931 (М. : тип. «Гудок»). — 29, [2] с., 1 с. объявл.; 14х10 см. — (Библиотека деревенского безбожника-активиста/ Центр. совет Союза воинств. безбожников СССР. Под ред. Ф. Н. Олещука; 2).
- За новый быт/ А. Агиенко. — Москва ; Ленинград : Огиз — Моск. рабочий, 1931 (М. : тип. изд-ва «Дерэмес»). — 30, [2] с.; 16х12 см. — (Библиотека городского безбожника-активиста/ Под ред. Ф. Н. Олещука. Центр. совет Союза воинств. безбожников СССР; 4).
- Как выращивать актив / Н. Соколов. — Москва ; Ленинград : Огиз — Моск. рабочий, 1931 (М. : 13-я тип. Огиза). — 32 с.; 15х10 см. — (Библиотека деревенского безбожника-активиста/ Под ред. Ф. Н. Олещука. Центр. совет Союза воинств. безбожников СССР).
- Антирелигиозный уголок в избе-читальне / Ю. Коган. — Москва ; Ленинград : Огиз — Моск. рабочий, 1931 (М. : 13-я тип. Огиза). — 29, [2] с.; 14х10 см. — (Библиотека деревенского безбожника-активиста/ Центр. совет Союза воинств. безбожников СССР. Под ред. Ф. Н. Олещука; 3).
- Антирелигиозная работа стенной газеты / Д. Е. Михневич. — Москва ; Ленинград : Огиз — Моск. рабочий, 1931 (М. : 13 тип. Огиза). — 30 с., 2 с. объявл. : объявл.; 17х12 см. — (Библиотека городского активиста-безбожника/ Под ред. Ф. Н. Олещука. Центр. совет Союза воинств. безбодников СССР).
- Как ячейке СВБ составить план работы / М. Попов. — Москва ; Огиз ; Ленинград : Моск. рабочий, 1930 [на обл.: 1931] (М. : тип. «Гудок»). — 30 с., 1 с. объявл.; 14х10 см. — (Библиотека городского безбожника-активиста/ Центр. совет Союза воинств. безбожников СССР. Под ред. Ф. Н. Олещука; 3).
- Безбожники на соцстройке : (Опыт ячейки на заводе «Электропровод») / Л. Игнатьев. — Москва ; Ленинград : Огиз — Моск. рабочий, 1931 (М. : тип. «Гудок»). — 32 с.; 15х11 см. — (Библиотека городского безбожника-активиста/ Под ред. Ф. Н. Олещука. Центр. совет Союза воинств. безбожников СССР; 2).
- Как работать с безбожной газетой и журналом / К. Журбицкий, В. Дубчук. — Москва ; Ленинград : Огиз — Моск. рабочий, 1931 (13-я тип. Огиза). — 32 с.; 14х10 см. — (Библиотека деревенского безбожника-активиста/ Центр. совет Союза воинств. безбожников СССР Под ред. Ф. Н. Олещука; 1).
- Как работать с безбожной газетой и журналом / К. Журбицкий, В. Дубчук. — Москва ; Ленинград : Огиз — Моск. рабочий, 1931 (13-я тип. Огиза). — 32 с.; 14х10 см. — (Библиотека деревенского безбожника-активиста/ Центр. совет Союза воинств. безбожников СССР Под ред. Ф. Н. Олещука; 1).
- За безбожное ударничество : (Опыт работы безбожников заводов им. Петровского и Ленина) / Г. Левентант. — Москва ; Ленинград : Огиз — Моск. рабочий, 1931 (тип. изд-ва «Дер эмес»). — 30 с., 1 с. объявл.; 15х11 см. — (Библиотека городского безбожника-активиста/ Под ред. Ф. Н. Олещука. Центр. совет Союза воинств. безбожников СССР; 12).
- Борьба с религией на водном транспорте / С. Н. Малиновкин. — Москва ; Ленинград : Огиз — Моск. рабочий, 1931 (М. : 13-я тип. Огиза). — 29, [2] с.; 18х12 см. — (Библиотека городского безбожника-активиста/ Под ред. Ф. Н. Олещука. Центр. совет Союза воинств. безбожников СССР; 11).
- Работа безбожника в колхозе / П. Федосеев. — Москва ; Ленинград : Огиз — Моск. рабочий, 1931 (М. : 13-я тип. Огиза). — 31 с., 1 с. объявл.; 16х11 см. — (Библиотека деревенского безбожника-активиста/ Под ред. Ф. Н. Олещука. Центр. совет Союза воинств. безбожников СССР; 5).
- Против религиозных праздников / Д. Брауде. — Москва ; Огиз ; Ленинград : Моск. рабочий, 1931 (М. : 13-я тип. Огиза). — 32 с.; 15х11 см. — (Библиотека городского безбожника-активиста/ Центр. совет Союза воинств. безбожников СССР. Под ред. Ф. Н. Олещука; 9).
- За новый быт / М. Кривохатский. — Москва ; Ленинград : Огиз — «Моск. рабочий», 1931 (М. : тип. «Дер эмес»). — 40 с.; 15х11 см. — (Библиотека деревенского безбожника-активиста/ Центр. совет Союза воинств. безбожников СССР. Под ред. Ф. Н. Олещука; 4).
- Антирелигиозная работа в жактах / А. Штраус-Одинокий. — [Москва] : Огиз — Моск. рабочий, [1931] (13-я тип. Огиза). — 30, [2] с.; 15х11 см. — (Библиотека безбожника-активиста. Для города/ Под ред. Ф. Н. Олещука; № 10).
- Радио на борьбу с религией / М. Шамбадал. — Москва ; Ленинград : Московский рабочий, 1932. — 63 с.; 15 см. — (Библиотека деревенского безбожника активиста/ Под ред. Ф. Н. Олещука. Центр. сов. Союза воинствующих безбожников СССР; № 8).
- XVII партконференция и задачи антирелигиозной работы / Ф. Н. Олещук ; Центр. совет Союза воинств. безбожников СССР. — Москва : Гос. антирелигиозное изд-во, 1932 (тип. «Гудок»). — Обл., 38, [2] с., включ. тит. л.; 19х13 см.
- Подготовка и организация доклада / Вл. Сарабьянов ; Предисловие: Ф. Олещук. — Москва ; Ленинград : Огиз — Моск. рабочий, 1931 (М. : 13-я тип. Огиза). — 27, [2] с., 3 с. объявл.; 17х11 см. — (Библиотека городского безбожника-активиста/ Под ред. Ф. Н. Олещука. Центр. совет Союза воинств. безбожников СССР; 8).
- Работа с безбожной газетой на фабрике / Н. Инцертов. — Москва ; Ленинград : Огиз — Моск. рабочий, 1931 (М. : 13-я тип. Огиза). — 39 с., 1 с. объявл.; 15х11 см. — (Библиотека городского безбожника-активиста/ Под ред. Ф. Олещука, Центр. совет Союза воинств. безбожников СССР; 6).
- XVII партконференция и задачи антирелигиозной работы / Ф. Н. Олещук ; Центр. совет Союза воинств. безбожников СССР. — 2-е изд. — Москва : Гаиз, 1932 (типо-лит. им. Воровского). — Обл., 34, [2] с.; 22х15 см.
- Борьба против религии на новом этапе / Ф. Олещук ; Центр. совет Союза воинств. безбожников СССР. — Москва : Гаиз, 1933 (тип. «Гудок»). — Обл., 110, [2] с.; 15х11 см.
- Строительство социализма и преодоление религии : (К антирождественской кампании) / Ф. Олещук ; Центр. совет Союза воинств. безбожников СССР. — Москва : Гаиз, 1933 (тип. «Гудок»). — Обл., 64 с.; 17х13 см.
- Религиозное и антирелигиозное движение в СССР и за границей : Сборник статей В. Мащенко, В. Шишакова, С. Урсыновича, Евг. Беляева, Люциана Климовича, Н. Завадской, И. Флерова / Под ред. Ф. Н. Олещука ; Центр. заоч. антирелигиозный ин-т НКП РСФСР. — Москва : Гаиз, 1933 («Образцовая» тип.). — Обл., 120 с.; 22х15 см.
- Небо религии и небо науки : (Проблема межпланетных сообщений) : Пояснит. текст к серии диапозитивов / Автор М. Искринский ; Консультант по науч. разделу инж. М. К. Тихонравов ; Ред. Ф. Н. Олещук ; Центр. совет Союза воинств. безбожников СССР. — Москва : НКП — Главучтехпром, 1936 (Ф-ка № 7 «Диафото», тип. «Диафото»). — 24 с.; 13x9 см.
- Как работают и живут в безбожном колхозе : [Колхоз им. Маторина. Ленингр. обл.] / Коллектив авторов: Барышев… Огрызко… Перлов… [и др. ; Предисл.: Ф. Олещук] ; Центр. совет Союза воинст. безбожников СССР. Ленингр. гос. антирелигиозный музей. — Москва : Гаиз, 1933 (тип. «Гудок»). — Обл., 52 с.; 20х13 см.
- XVII съезд ВКП(б) и задачи антирелигиозной работы / Ф. Н. Олещук ; Центр. совет Союза воинств. безбожников СССР. — Москва : Гаиз, 1934 (17 ф-ка нац. книги треста «Полиграфкнига»). — Обл., 100, [3] с.; 18х12 см. — Электронная библиотека ГПИБ
- Чей праздник рождество / Ф. Н. Олещук. — Москва : Гаиз, 1935 (17 ф-ка нац. книги треста «Полиграфкнига»). — Обл., 74, [2] с.; 19х13 см.
- X лет Союза воинствующих безбожников СССР / Ф. Олещук ; Центр. совет Союза воинств. безбожников СССР. — Москва : Гаиз, 1936 (17 ф-ка нац. книги треста «Полиграфкнига»). — Обл., 80 с.; 19х13 см.
- Против религиозных праздников — за новый быт : (Пояснит. текст к серии диапозитивов на кинопленке) / Автор Н. В. Румянцев ; Ред. Ф. Н. Олещук ; Центр. совет Союза воинств. безбожников СССР. — [Москва] : 5 тип. Трансжелдориздата, [1936]. — 20 с.; 14х11 см.
- О задачах антирелигиозной пропаганды / Ф. Олещук. — Москва : ГАИЗ, 1937 (тип. «Кр. воин»). — Обл., 33 с., 2 с. объявл.; 17х13 см.
- О реакционной роли мусульманского духовенства / Ф. Олещук. — Алма-Ата : Партиздат, 1937. — 28 с. : 16 см.
- Выборы в Советы трудящихся и антирелигиозная пропаганда : [Сборник]. — Сталинград : Обл. кн-во, 1937 (т.-л. из-ва «Сталингр. правда»). — Обл., 68 с.; 17х13 см.
- О религиозных праздниках / Ф. Олещук; Союз воинств. безбожников Крым. АССР. — [Симферополь] : Гос. изд. Крым. АССР, 1937 (1 тип. Крымполиграфтреста). — 16 с.; 17х13 см.
- О сектантстве / Ф. Олещук. — ст. Основа : изд. и Тип. газ. «Електропромінь», 1937. — Обл., 22 с., без тит. л.; 20, 5х14, 5 см.
- Против религии : [Сборник статей]. — Саратов : Сарат. обл. изд., 1937 (тип. Облместпрома). — 56 с., без тит. л., 1 с. «Оглавление» на обл.; 22х15 см.
- Сталинская Конституция и вопросы религии. — Москва : типо-стеклогр. Промтреста Куйбышев. района, 1937. — Тит. л., 11 с.; 28х29 см. — (Микрофонные материалы Всесоюзного радиокомитета : Исключительно для радиовещания. Редакция «В помощь самообразованию» № 59).
- Антирелигиозная пропаганда и стенная газета в колхозе / Ф. Н. Олещук; Крестьян. газ. Заоч. курсы ред. колхоз. и бригадных стенгаз. — [Москва] : тип. изд-ва «Крестьян. газ.», [1937]. — Обл., 39 с., без тит. л. : ил.; 22х15 см. — (Заочные курсы редакторов колхозных и бригадных стенгазет / Лекции выпускаются под общ. ред. С. Б. Урицкого).
- Антирелигиозная пропаганда и стенная газета в колхозе. — 2-е изд., перераб. — Москва : Изд. и тип. изд-ва «Крестьян. газ.», 1938. — 33 с., без тит. л.; 22 см. — (Задание/ «Крестьян. газ.», Заоч. курсы ред. колхоз. и бригадных стенгазет; Задание 5).
- Выборы в советы депутатов трудящихся и антирелигиозная пропаганда. — [Москва] : Мол. гвардия, 1938 (Тип. им. Сталина). — 64 с.; 17 см.
- Ленин и Сталин о религии : На правах рукописи / Ф. Н. Олещук. — Москва : [б. и.], 1938. — 7 с.; 30 см. — (Микрофонные материалы Всесоюзного радиокомитета. Исключительно для радиовещания. Для Сектора агитации и пропаганды; № 106).
- Молодежь и религия / Ф. Олещук. — Москва : Гаиз, 1938 (18 тип. треста «Полиграфкнига»). — 56 с.; 22 см.
- Происхождение и классовая сущность пасхи. — [Москва] : Моск. рабочий, 1938 (13 тип. Мособлполиграфа). — 24 с.; 19 см. — (В помощь пропагандисту и агитатору-антирелигиознику).
- Происхождение пасхи : На правах рукописи / Авт. Олещук. — Москва : [б. и.], 1938. — 7 с.; 30 см. — (Микрофонные материалы Всесоюзного радиокомитета. Исключительно для радиовещания. Для Сектора агитации и пропаганды/ Глав. ред. ВРК; № 48).
- Разоблачим предвыборные манёвры церковных мракобесов. — Москва : Моск. рабочий, 1938 (Тип. изд-ва «Дер эмес»). — 24 с.; 19 см. — (В помощь пропагандисту и агитатору-антирелигиознику).
- Диверсанты в рясах : сборник статей. / Деревянкин, И. Г.; Лаврушин, И. Я. ; Юрин, А.; Олещук, Ф. — Горький : Обл. изд-во, 1938 ([Тип.] Полиграфа). — 64 с.; 20 см. — РГБ
- Выборы в советы депутатов трудящихся и задачи антирелигиозной пропаганды : Сборник / Ем. Ярославский, Ф. Олещук, М. Шейнман. — Москва : ГАИЗ, 1939. — 72 с.; 21 см.
- Легенда о рождестве Христовом. — Сталинград : Обл. кн-во, 1939. — 32 с. Без тит. л.; 14 см. — (В помощь агитатору и пропагандисту).
- Играло ли христианство в истории человечества прогрессивную роль : [Перер. стеногр. лекции]. — [Москва] : Моск. рабочий, 1940. — 44 с.; 20 см.
- Религиозные пережитки среди трудящихся СССР и пути их преодоления. — Сталинград : Обл. кн-во, 1940 (Астрахань). — 40 с.; 20 см.
- Der Kampf der Kritische gegen das Volk / F. Oleschtschuk. — Kiew : Staatsverl. der nationalen Minderheiten der USSR, 1940. — 164 с.; 17 см.
- Борьба церкви против народа. — Москва : Воениздат, 1941 (Ленинград). — 140 с.; 20 см. — (Антирелигиозная библиотека).
- О преодолении религиозных пережитков. — Москва : ГАИЗ, 1941. — 40 с.; 20 см.
- «Марксизм-ленинизм о религии и борьбе с ней» : (Беседа) : На правах рукописи / Ф. Н. Олещук. — Москва : [б. и.], 1941. — 7 с.; 30 см. — (Микрофонные материалы Всесоюзного радиокомитета : Исключительно для радиовещания. Для Сектора пропаганды и агитации; № 36).
- Партия большевиков — авангард советского народа / Ф. Олещук. — Пенза : изд. и типолит. изд-ва газ. «Сталинск. знамя», 1945. — 19 с.; 14 см. — (Библиотечка агитатора и пропагандиста).
- Борьба демократических сил за окончательный разгром фашизма : Стенограмма публ. лекции, прочит. 17-го июня 1946 г. в Круглом зале Дома Союзов в Москве / Ф. Н. Олещук ; Всесоюз. лекц. бюро при Министерстве высш. образования СССР. — Москва : Правда, 1946 (тип. им. Сталина). — 32 с.; 21 см.
- Демократические преобразования в освобожденных странах Европы : Стенограмма публичной лекции, прочит. 23 мая 1946 г. в Лекционном зале в Москве / Ф. Н. Олещук ; Всесоюз. лекционное бюро при М-ве высшего образования СССР. — Москва : [б. и.], 1946. — 31 с.; 21 см.
- Наша цель — коммунизм / Ф. Олещук. — Москва : Гос. изд-во полит. лит., 1946. — 39 с.; 20 см.
- Партия большевиков — авангард советского народа / Ф. Олещук. — Москва : Правда, 1946. — 45 с.; 16 см.
- Наша цель — коммунизм / Ф. Олещук. — Брянск : Брян. рабочий, 1947 (тип. Облупр. полиграфии и изд-в). — 28 с.; 21 см.
- Наша цель — коммунизм / Ф. Олещук. — [Воронеж] : Воронеж. обл. книгоизд-во, 1947 (тип. «Коммуна»). — 36 с.; 20 см.
- Наша цель — коммунизм / Ф. Н. Олещук. — Иваново : Ивгиз, 1947. — 52 с.; 19 см.
- Наша цель — коммунизм / Ф. Н. Олещук. — Москва : Правда, 1947. — 47 с.; 20 см. — (В помощь слушателю политшколы).
- Наша цель — коммунизм / Ф. Н. Олещук. — Москва : Воен. изд-во, 1947 (тип. им. Тимошенко). — 40 с.; 22 см. — (В помощь руководителю политических занятий / Гл. полит. упр. Вооруж. Сил СССР).
- Наша цель — коммунизм / Ф. Н. Олещук. — Москва : Воен. изд-во, 1947. — 38 с.; 22 см. — (В помощь руководителю политических занятий / Гл. полит. упр. Вооруженных Сил Союза ССР).
- Наша цель — коммунизм / Ф. Олещук. — Орел : Изд-во газ. «Орлов. правда», 1947 (Тип. «Труд»). — 35 с.; 20 см.
- Партия большевиков — авангард советского народа / Ф. Олещук. — Астрахань : изд-во и тип. газ. «Волга», 1947. — 39 с.; 20 см.
- 1 мая 1947 года : (Материалы в помощь пропагандисту и агитатору) / Ф. Олещук, З. Фазин. — [Б. м.] : изд-во и тип. «Волж. коммуна», 1947. — 19 с.; 20 см.
- СССР в борьбе за мир / Ф. Н. Олещук. — [Москва] : Госполитиздат, 1947 (тип. «Кр. пролетарий»). — 80 с.; 20 см.
- Историческото значение на Октомврийската социалистическата революция / Ф. Н. Олещук. Три десет годишният юбилей на СССР и тридесетгодишната на провокационната дейност на неготовите противници (1917—1947) / Е. Тарле. — София : Съюз на българо-съветските дружества, 1947. — 19 с.; 21 см.
- Наука и религия / Ф. Н. Олещук. — Казань : Татгосиздат, 1948 (кн. ф-ка им. Камиль Якуб). — 36 с.; 20 см.
- Международное обозрение : Стенограмма публичной лекции, прочит. 18 марта 1950 г. в Центр. лектории О-ва в Москве / Ф. Н. Олещук ; Всесоюз. о-во по распространению полит. и науч. знаний. — Москва : [б. и.], 1950. — 28 л.; 30 см.
- A vallás a tudomány tükreben / P. Kolonyickij, F. Olescsuk. — 2-ik kiadás. — Budapest : Szikra, 1952. — 44 с.; 19 см. — (Marxista ismeretek kiskönyvtára. Filozófia, politikai gazdaságtan, társadalomtudomány; 118).
- Материал к лекции на тему «Международное обозрение» / Всесоюз. о-во по распространению полит. и науч. знаний. — Москва : [б. и.], 1956. — 24 с.; 21 см.
- Неизбежна ли война. — Москва : Госполитиздат, 1956. — 64 с.; 20 см.
- La guerre est-elle fatale? / F. Olechtchouk. — Moscou : Éditions en langues étrangères, 1957. — 54 с.; 19 см.
- ¿Es inevitable la guerra? / F. Oleschuk. — Moscú : Ed. en lenguas extranjeras, 1957. — 70 с.; 19 см.
- Is war inevitable? / F. Oleshchuk. — Moscow : Foreign languages publ. house, 1958. — 63 с.; 19 см.
- Пропаганда атеизма в лекциях по международному положению : (Метод. материалы к лекции) / О-во по распространению полит. и науч. знаний РСФСР. — Москва : [б. и.], 1960. — 23 с.; 20 см.
- Война и мир . — Москва : Моск. рабочий, 1964. — 54 с.; 17 см.